# Südostasienspiele 2005/Bogenschießen
Bogenschießen wurde bei den 23. Südostasienspielen 2005 vom 28. November bis zum 4. Dezember desselben Jahres auf dem Remy Field, an der Subic Bucht, Zambales, Philippinen ausgetragen.
Vier Goldmedaillen wurden an die Athleten sowohl bei Einzel- als auch bei Teamereignissen vergeben.
Bei allen Disziplinen befand sich die Zielscheibe in 70 Meter Entfernung. Der Durchmesser der Zielscheibe betrug 122 cm. Jeder Schütze/Schützin hatte 40 Sekunden für einen Schuss zur Verfügung. Jedes Olympische Komitee der teilnehmenden Nationen durfte je drei Schützen für das Turnier aussuchen.

## Medaillenspiegel nach Ländern geordnet
(Gastgebernation in fett.)
| Position | Country     | Gold: | Silver: | Bronze: | Total: |
| -------- | ----------- | ----- | ------- | ------- | ------ |
| 1.=      | Philippinen | 1     | 1       | 2       | 4      |
| 1.=      | Indonesien  | 1     | 1       | 1       | 3      |
| 3.=      | Malaysia    | 1     | 1       | 0       | 2      |
| 3.=      | Myanmar     | 1     | 1       | 0       | 2      |
| 5.       | Singapur    | 0     | 0       | 1       | 1      |

## Ergebnisse
| Event           | Gold                                 | Silber                       | Bronze                              |
| --------------- | ------------------------------------ | ---------------------------- | ----------------------------------- |
| Herren Recurve  | W. Mohd K. ( Myanmar)                | Zaw Win ( Myanmar)           | Marvin Cordero ( Philippinen)       |
| Damen Recurve   | Rina Dewi Puspita Sari ( Indonesien) | Yasmidar Hamid ( Indonesien) | Rachelle Anne Cabral ( Philippinen) |
| Herren Compound | Lang Hon-Mas ( Malaysia)             | Ting Leong ( Malaysia)       | I. Gusti ( Indonesien)              |
| Damen Compound  | Amaya Paz ( Philippinen)             | Jenifer Chan ( Philippinen)  | Gul Mary ( Singapur)                |